# Saint-Privat-des-Vieux
Saint-Privat-des-Vieux település Franciaországban, Gard megyében. Lakosainak száma 5592 fő (2022. január 1.). Saint-Privat-des-Vieux Alès, Méjannes-lès-Alès, Mons, Rousson, Saint-Hilaire-de-Brethmas, Saint-Julien-les-Rosiers, Saint-Martin-de-Valgalgues és Salindres községekkel határos.

## Népesség
A település népessége az elmúlt években az alábbi módon változott:
| Lakosok száma | 2020 | 3345 | 3892 | 4314 | 4940 | 5117 | 5182 | 5275 | 5373 | 5592 |
|               | 1968 | 1982 | 1990 | 2006 | 2013 | 2015 | 2017 | 2019 | 2020 | 2022 |